# 아나운서
아나운서(영어: Announcer) 또는 방송원(한국 한자: 放送員)은 불특정 다수에게 각종 정보, 지시 사항 등을 자신의 목소리로 중립적인 시각에서 전달하는 직업이다. 일명 전령사라고 한다. 참고로, 뉴스나 안내방송 등을 전달하는 사람은 아나운서라고 하며 뉴스를 진행하는 사람은 앵커, 앵커맨, 앵커우먼이라고 한다. 보통은 방송국에 소속되어 텔레비전이나 라디오 프로그램을 진행하는 아나운서를 가리키는 경우가 많다.

## 개요
방송국에 소속된 아나운서는 주로 텔레비전과 라디오의 뉴스 프로그램을 진행하며, 스포츠 중계 프로그램에서 스포츠 캐스팅을 하거나 교양 프로그램을 진행하기도 한다. 최근에는 예능 프로그램을 진행하거나 게스트로 출연하기도 한다. 현재 예전보다 아나운서의 업무가 확장되는 추세이기는 하나, 방송사에 소속된 아나운서의 가장 기본적인 업무는 뉴스 프로그램 진행이므로 정확한 발음으로 뉴스를 전달하는 것이 요구된다. 아나운서는 방송국과 따로 출연 계약을 맺고 프로그램에 출연하는 방송인과 달리, 방송국에 소속되어 있는 직원으로 프로그램에 출연한다. 만약 아나운서가 방송국을 퇴직할 경우, 프리랜서 아나운서나 방송인이라고 불린다.

## 방송사 소속별 아나운서
- 한국방송공사의 아나운서 목록
- 문화방송의 아나운서 목록
- SBS의 아나운서 목록
- SBS 지역민방의 아나운서 목록
- 대한민국의 아나운서 출신 방송인

## 같이 보기
- 앵무새
- 쇼호스트
- 특파원
- 리포터
- 뉴스 캐스터
- 리포터
- 가이드